# Студентски културни центар Београд
Студентски културни центар Београд (скраћено СКЦ) налази се у Улици краља Милана (бивша Српских владара и Маршала Тита) на броју 48. Зграда у којој се налази СКЦ је изграђена 1895. и била је позната као Официрски дом, а пројектовао је Јован Илкић. Зграда је уступљена Универзитету у Београду, односно студентима после великих студентских протеста 1968.
СКЦ је 1972. започео фестивал под називом Априлски сусрети, као фестивал проширених и нових медија, који се прекидима коначно успоставио 2002. и постао традиционална манифестација од тада. Од 2003. у СКЦ се сваке године одржава Међународни салон стрипа.